# 2652 Ябуті
2652 Ябуті (2652 Yabuuti) — астероїд головного поясу, відкритий 7 квітня 1953 року.
Тіссеранів параметр щодо Юпітера — 3,382.
Названо на честь астронома Ябуті (яп. やぶうち(薮内) ябу:ті).